# Flughafen Ko Samui

i8
i11
i13
Der Flughafen Ko Samui (thailändisch ท่าอากาศยานนานาชาติสมุย, englisch Samui International Airport, IATA-Code: USM, ICAO-Code: VTSM) ist ein kleiner, von 1982 bis 1989 gebauter thailändischer Flughafen. Es ist der einzige Flughafen der Insel Ko Samui. 

## Lage und Beschreibung
Der Flughafen wird von der Gesellschaft Bangkok Airways angeflogen, die ihn auch selbst betreibt. Nach langen Verhandlungen wird Ko Samui auch von Thai Airways angeflogen.
Der Flughafen verfügt über getrennte Terminals für Inlands- und Auslandsflüge, zwischen denen etwa 50 Meter Abstand sind, sowie ein Gebäude für den Check-in und die Gepäckausgabe. Die Gebäude sind fast ausschließlich offen gestaltet. Anstelle von Wänden und Fenster trennen hier künstlich angelegte Teiche die einzelnen Bereiche. Die Innenbereiche umfassen den Geschenkeladen, das Ticketbüro, die Toiletten und den VIP-Loungebereich. 

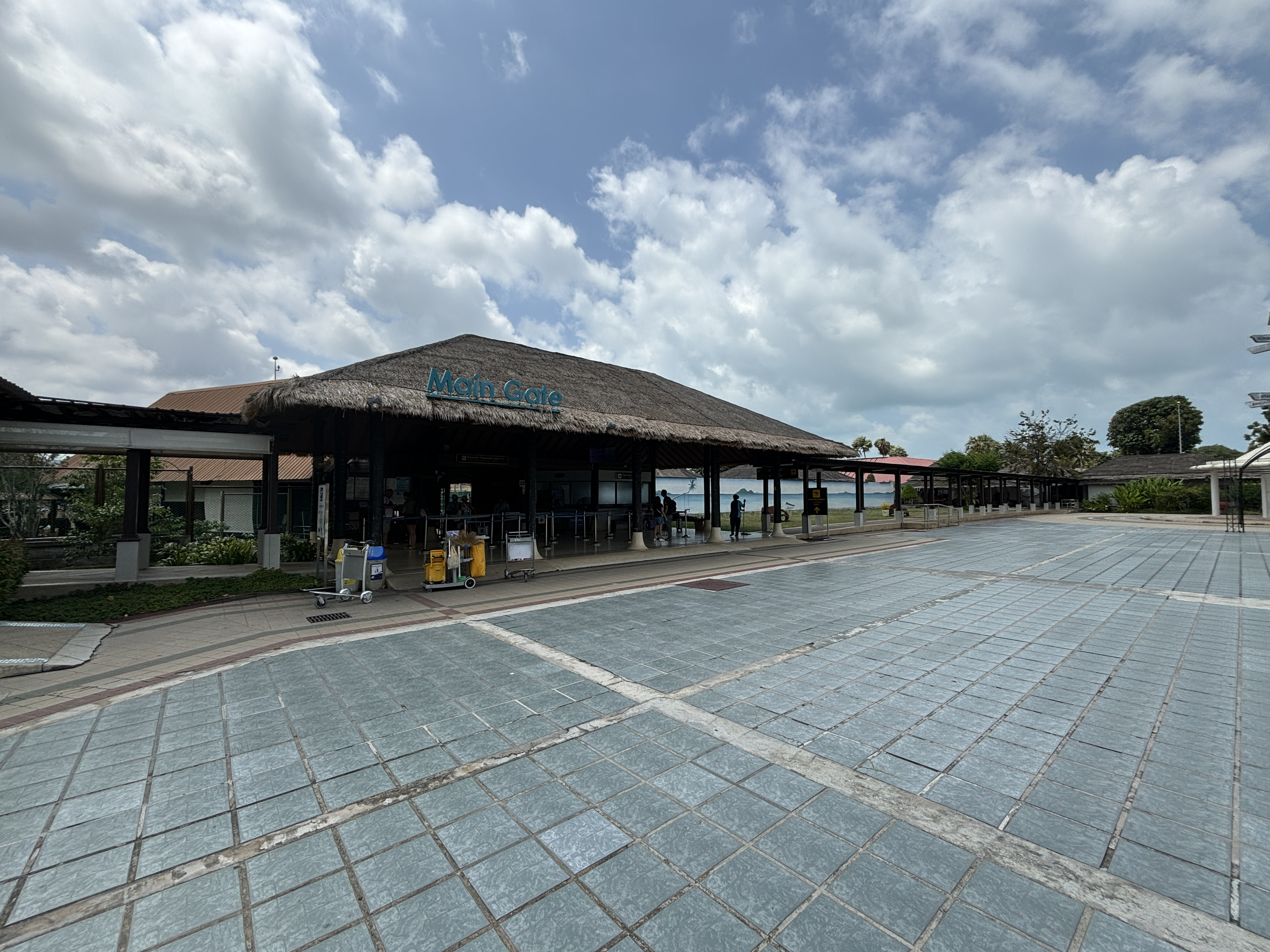
Eingang für Inlandsflüge
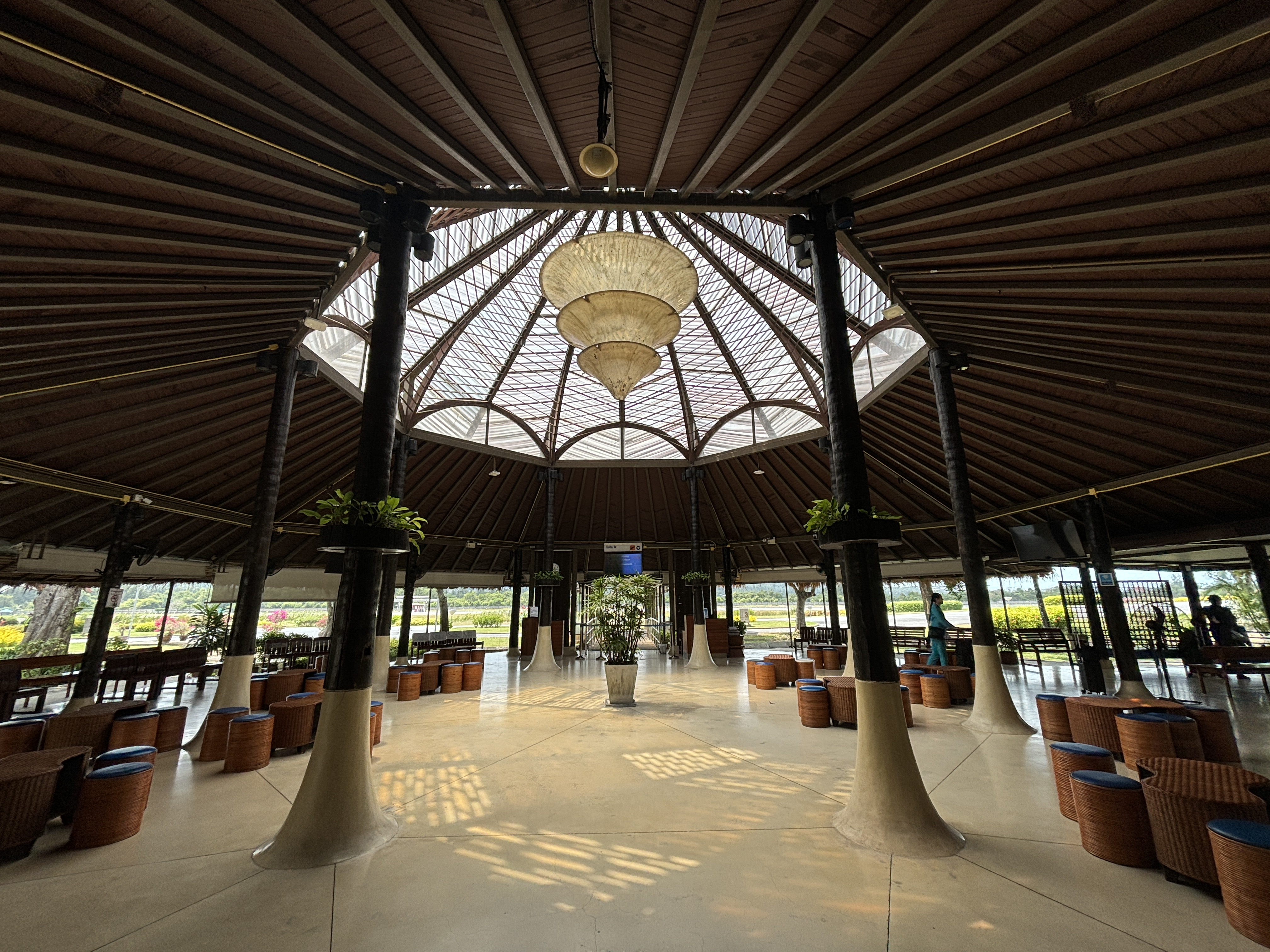
Wartebereich des Inlandsterminals
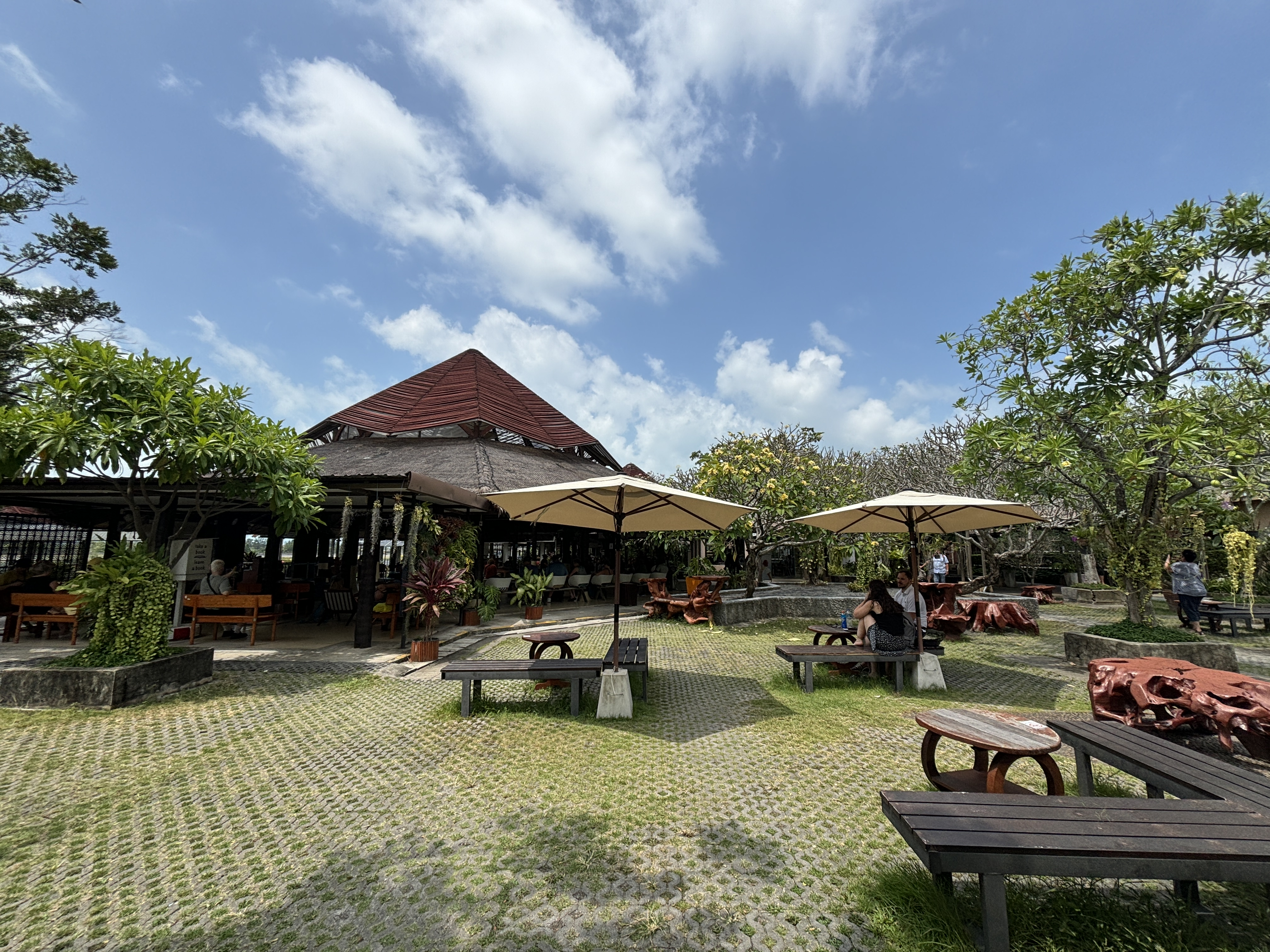
Offener Wartebereich des Inlandsterminals
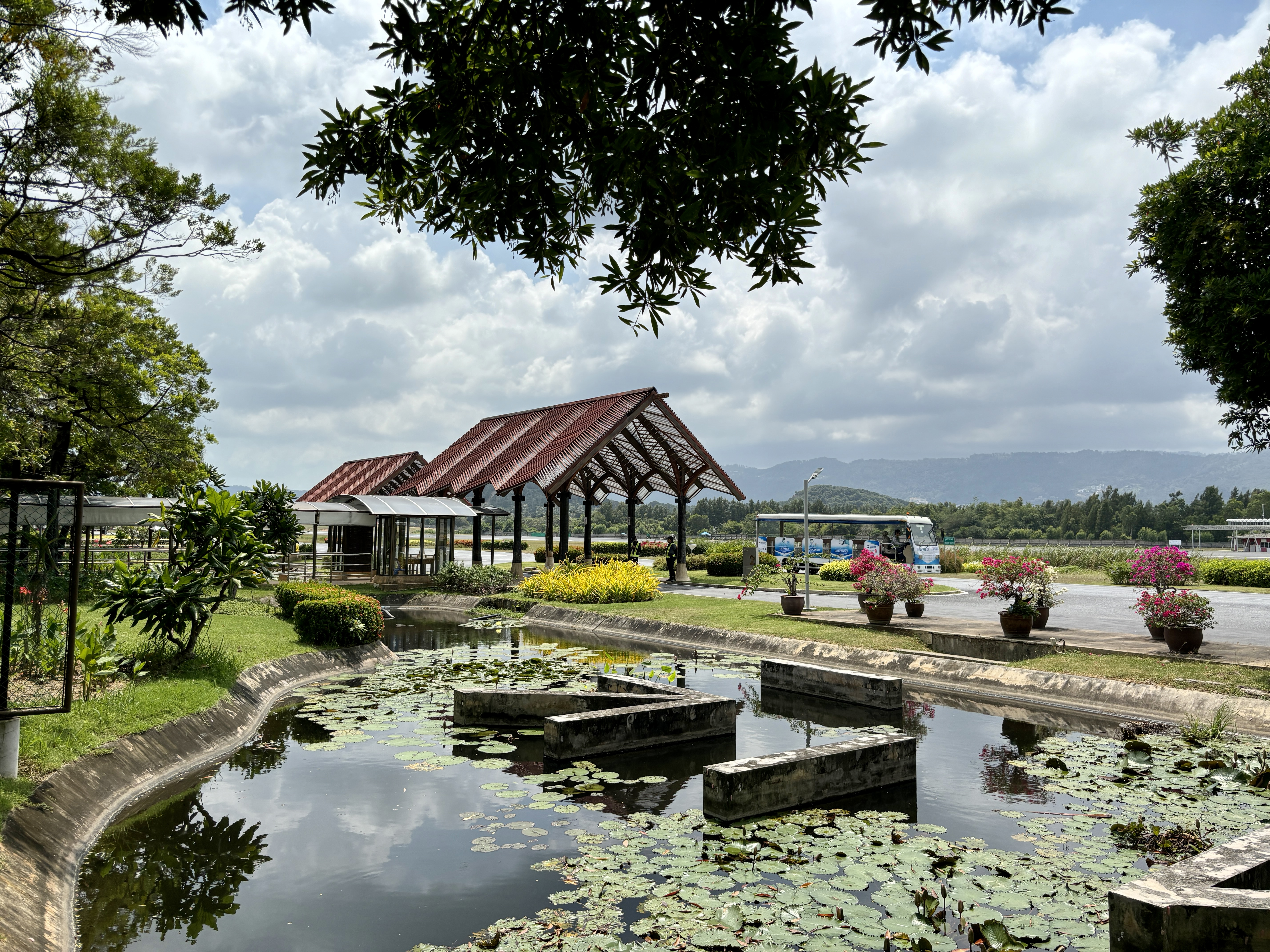
Flugsteig des Inlandsterminals
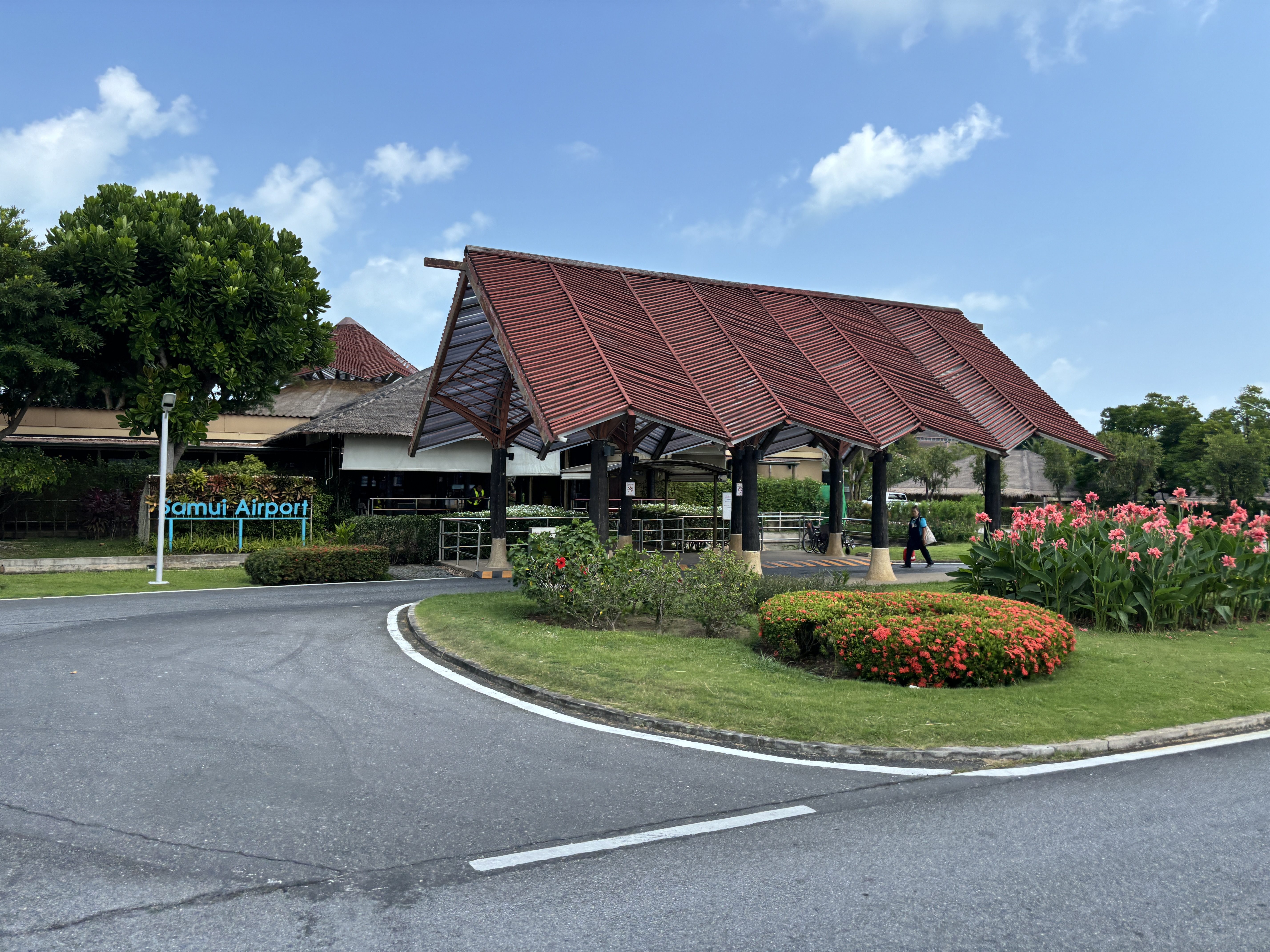
Ansichts des Ankunftsterminals aus Richtung Landebahn
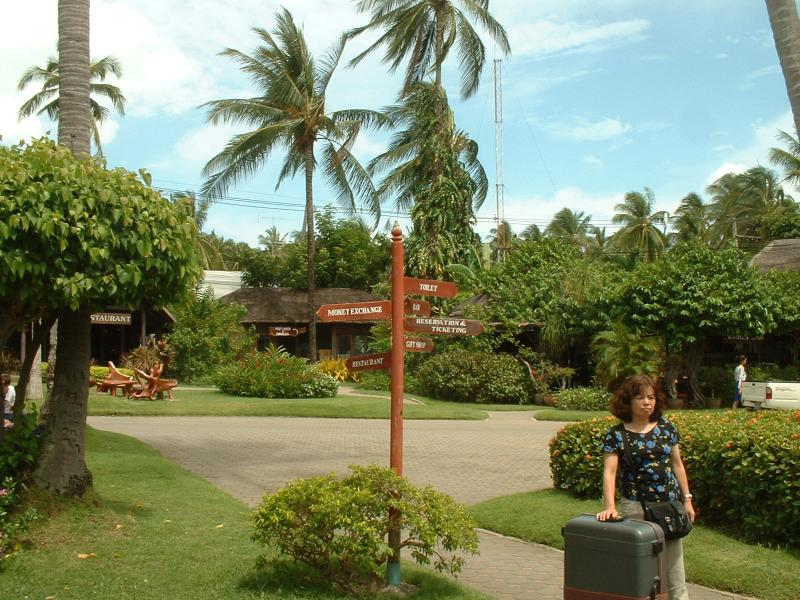
Freigelände auf dem Flughafen

## Zwischenfälle
- Am 21. November 1990 stürzte eine De Havilland DHC-8-103 des Bangkok-Airways-Flug 125 beim Landeversuch auf den Flughafen Ko Samui bei starkem Regen und starken Winden ab. Alle 38 Menschen an Bord kamen ums Leben.
- Am 4. August 2009 verlor die Crew von Bangkok-Airways-Flug 266 die Kontrolle auf regennasser Landebahn und rollte in einen stillgelegten Kontrollturm. Einer der beiden Piloten starb.

## Verkehrszahlen
| Betriebsjahr | Fluggastaufkommen | Luftfracht (t) | Flugbewegungen |
| ------------ | ----------------- | -------------- | -------------- |
| 2023         | 2.273.351         |                |                |
| 2020         | 640.575           |                | 7.602          |
| 2019         | 1.546.570         |                | 15.938         |
| 2015         | 2.051.289         |                |                |
| 2014         | 1.990.155         |                |                |
| 2013         | 1.968.884         |                |                |
| 2012         | 1.676.585         |                | 19.320         |
| 2011         | 1.483.272         |                | 18.013         |
| 2010         | 1.413.953         |                | 17.415         |
| 2009         | 1.412.241         |                | 15.726         |
| 2008         | 1.365.439         | 367            | 17.707         |
| 2007         | 1.189.154         | 0              | 15.783         |
| 2006         | 1.400.259         | 16             | 18.762         |
| 2005         | 1.205.336         | 26             | 15.818         |
| 2004         | 1.033.468         | 28             | 15.314         |
| 2003         | 748.174           | 16             | 13.164         |
| 2002         | 783.666           | 97             | 13.491         |
| 2001         | 742.779           | 379            | 13.129         |
| 2000         | 655.809           | 411            | 12.306         |